# Being (KOTOKO의 노래)

《being》은 KOTOKO의 메이저 5번째 싱글이다. 2006년 3월 23일, 제네온 엔터테인먼트에서 발매되었다.

## 수록 곡
1. being [4:47]
작사・작곡 : KOTOKO/편곡 : 다카세 가즈야
  - 마이니치 방송 계열 텔레비전 애니메이션 《작안의 샤나》후기 오프닝 테마.
  - 패킷 라디오《KOTOKOのトコトコ探検記》오프닝・엔딩 테마
2. 雪華の神話 [6:23]
작사 : KOTOKO/작곡・편곡 : 다카세 가즈야
  - 오리지널 버전은 이 싱글에 수록.
3. being (instrumental)
4. 雪華の神話 (instrumental)